# Giulio Base
Giulio Base (ur. 6 grudnia 1964 w Turynie) – włoski scenarzysta, producent oraz aktor i reżyser filmowo-telewizyjny.